# Sabaidee Luang Prabang
Sabaidee Luang Prabang (em tailandês:  สะบายดี หลวงพะบาง; lit.: Bom Dia, Luang Prabang) é um filme de drama romântico laociano de 2008. Foi dirigido por Sakchai Deenan e protagonizado por Ananda Everingham e Khamlek Pallawong. É considerado pela crítica internacional como o primeiro filme comercial gravado em Laos (na cidade de Luang Prabang) desde a adoção do país à sociedade comunista em 1975.
A história é contada em 90 minutos e em língua tailandesa. A produção da obra cinematográfica recaiu a Anousone Sirisackda, a qual pôs em prática a ideia do diretor Deenan em gravar um filme no país asiático.

## Enredo e elenco
O filme conta a história de Sorn, uma fotógrafa tailandesa que, ao visitar Laos como turista, conhece um jovem habitante desse país, Noi.
- Ananda Everingham - Sorn
- Khamlek Pallawong - Noi

## Produção
O diretor Sakchai Deenan afirmou que o roteiro foi inspirado em uma experiência pessoal, quando, em uma visita a Laos, apaixonou-se por uma mulher desse país e imaginou-a como guia de turismo. Ele afirmou ter criado uma história de enredo simples "para não ser difícil sua aceitação pelo governo de Laos". Anteriormente, todas as obras midiáticas produzidas no local eram de âmbito propagandístico e patriótico, relacionado à divulgação positiva da gestão vigente. Um membro do governo supervisionou as filmagens de Sabaidee Luang Prabang, a fim de garantir a representação da cultura laociana de maneira favorável, sem qualquer crítica à política, e retirar quaisquer cenas que pudessem causar controvérsia.

## Lançamento
O filme estreou em seu país de origem em 24 de maio de 2008, em exibição em dois teatros localizados no centro da capital de Laos, Vientiane, e lançado na Tailândia em 5 de junho. A pré-estreia aconteceu em todo território nacional, com destaque na cidade Luang Prabang, patrimônio mundial da Organização das Nações Unidas para a Educação, a Ciência e a Cultura (UNESCO). Após sua estreia, foi creditado como a primeira obra cinematográfica de caráter privado e comercial de Laos, quando autoridades econômicas viram Sabaidee Luang Prabang como uma fonte de renda aos envolvidos no projeto. Um objetivo explícito do filme foi incentivar a cooperação bilateral e as relações entre Tailândia e Laos.